# Kirsten Gillibrand
Kirsten Elizabeth Rutnik Gillibrand (pronunciat / dʒɪləbrænd /, 9 de desembre de 1966) és una advocada i política estatunidenca que ha ocupat el càrrec de senadora júnior per l'estat de Nova York des del 2009. És membre del Partit Demòcrata i va ser membre de la Cambra de Representants del 2007 al 2009.
Nata i criada al nord de l'estat de Nova York, Gillibrand es va graduar a la Universitat de Darmouth i a la UCLA School of Law. Després d'ocupar diverses posicions al govern i en firmes privades i de treballar per la campanya al Senat de Hillary Clinton el 2000, Gillibrand va ser elegida a la Cambra de Representants dels EUA el 2006. Representà el 20è districte congressual de Nova York, un districte conservador del nord de l'estat, i va ser reelegida el 2008. Durant la legislatura, Gillibrand va ser considerada una demòcrata "Blue Dog" per la seva oposició a la Emergency Economic Stabilization Act del 2008 (coneguda com el rescat bancari) així com pel seu suport per Medicare-for-all.
Després que Hillary Clinton fos nomenada secretària d'Estat el 2009, el governador David Paterson va seleccionar Gillibrand per cobrir la vacant que Clinton havia deixat al Senat. Gillibrand va guanyar l'elecció especial el 2010 i va ser reelegida per dos mandats el 2012 i el 2018. Durant el seu període al Senat, Gillibrand s'ha mogut cap a posicions més d'esquerres. Ha criticat durament les agressions sexuals a l'exèrcit i l'assetjament sexual, i també el president Bill Clinton i el senador Al Franken, companys de partit, per mala conducta sexual. Dona suport a implementar un permís de maternitat remunerat, una garantia de treball federal i a l'abolició i substitució del Servei d'Immigració i Control de Duanes dels Estats Units.
El 17 de març de 2019, Gillibrand va declarar la seva candidatura a la nominació demòcrata a president dels Estats Units de 2020. Va retirar la seva candidatura el 28 d'agost de 2019, ja que no va aconseguir participar en el tercer debat demòcrata.